# Alrijne Zorggroep

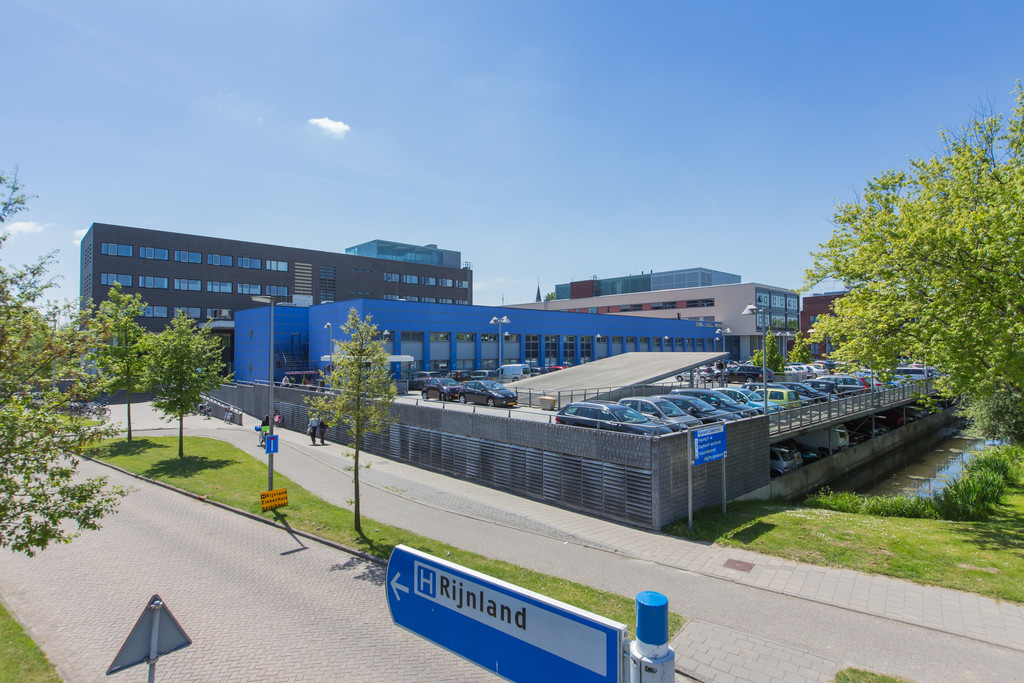
Alrijne Ziekenhuis Alphen aan den Rijn

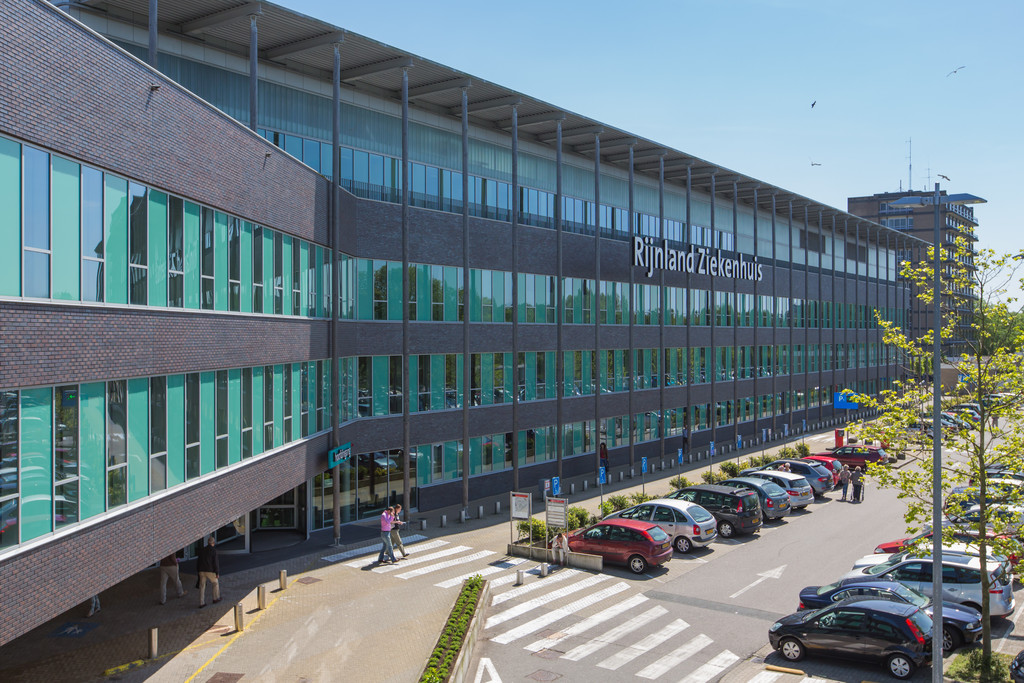
Alrijne Ziekenhuis Leiderdorp

De Alrijne Zorggroep bestaat uit het Alrijne Ziekenhuis, met locaties in Leiden, Leiderdorp en Alphen aan den Rijn, en Verpleeghuis Leythenrode in Leiderdorp en Verpleeghuis Oudshoorn in Alphen aan den Rijn.

## Geschiedenis
Het eerste ziekenhuis werd gesticht in 1892 door Zusters Franciscanessen, met badkamers, een operatiekamer en ziekenzalen met in totaal vijftien bedden, in een oude kostschool in Leiden. Het werd het Sint-Elisabeth Ziekenhuis genoemd, naar de schutspatrones: de heilige Elisabeth van Thüringen. In 1972 verhuisde het ziekenhuis naar de toenmalige nieuwbouw in Leiderdorp, gebouwd door Leon Melchior, een projectontwikkelaar uit Maastricht. 
Op 1 oktober 1962 werd in Alphen aan den Rijn de eerste paal geslagen voor een eigen ziekenhuis en op 3 juni 1963 werd de eerste steen gelegd van het Protestants-Christelijke Rijnoord Ziekenhuis. Op 11 november 1966 werd het Rijnoord Ziekenhuis officieel geopend.
Per 1 januari 1990 fuseerden het Sint-Elisabeth Ziekenhuis in Leiderdorp en het Rijnoord Ziekenhuis in Alphen aan den Rijn. In 1992 kreeg deze fusieorganisatie de naam 'Rijnland Ziekenhuis'. 
Per 1 juli 2003 vormden Rijnland Ziekenhuis, Verpleeghuis Leythenrode in Leiderdorp en Verpleeghuis Oudshoorn in Alphen aan den Rijn samen één stichting onder de naam Rijnland Zorggroep.
Sinds 1 januari 2015 is Rijnland Zorggroep gefuseerd met het Diaconessenhuis (Leiden). De organisatie gaat verder onder de naam 'Alrijne Zorggroep'. 